# Richard Carlson (Autor)
Richard Carlson (* 16. Mai 1961; † 13. Dezember 2006) war ein US-amerikanischer Psychologe und Autor von Selbsthilfebüchern über Stressmanagement und Lebensbewältigung.
Carlson wuchs in Piedmont in Kalifornien auf. Er studierte Psychologie an der Pepperdine University und promovierte an der Sierra University. Anschließend praktizierte er als Psychotherapeut.
Sein erstes Buch erschien 1985. Ein Bestseller gelang ihm mit der „Don't Sweat the Small Stuff“-Serie, die in Deutschland zunächst mit dem Titel „Alles kein Problem“ veröffentlicht wurde, später als „100 Regeln für...“. Bei „Alles kein Problem mit der Liebe“ arbeitete er mit seiner Frau Kris zusammen. Seine „Handbücher für die Seele“ brachte er gemeinsam mit Benjamin Shields heraus. Er veröffentlichte über 20 Bücher, die in 135 Ländern 40 Millionen Mal verkauft wurden.
Carlson starb während eines Fluges nach New York an einem Kreislaufstillstand. Er hinterlässt seine Frau und zwei Töchter.

## Werke
- Werde glücklich, werde reich!, Knaur, 1999
- Reg dich nicht auf!, Knaur, 1999
- Das kleine Buch des Herzens, Droemer Knaur, 2000
- Alles kein Problem in der Familie!, Knaur, 2000
- Alles kein Problem in der Liebe, Knaur, 2001
- Alles kein Problem im Job!, Knaur, 2001
- Glücklich sein, auch wenn das Leben hart ist. Die 5 Prinzipien der Erfüllung., Goldmann, 2002
- Das kleine Buch der Seele, Knaur, 2003
- Das kleine Buch des Herzens, Knaur, 2003
- Glaub an dich!, Droemer, 2004
- Das Leben ist ein Geschenk, Knaur, 2007